# Euthamia
Euthamia es un género de plantas con flores de la familia  Asteraceae. Anteriormente formaban parte del género Solidago.
Especies de Euthamia son alimento para las larvas de algunas especies de Lepidopteras, incluyendo Coleophora intermediella (que come exclusivamente de  E. graminifolia).

## Taxonomía
Euthamia fue descrito por  Carlos Linneo ex Nutt. y publicado en The Genera of North American Plants 2: 162. 1818.
Etimología
Euthamia: nombre genérico que deriva de la palabra griega: euthamia que significa "bien lleno de gente," refiriéndose a la densa inflorescencia.

## Especies
- Euthamia graminifolia
- Euthamia gymnospermoides
- Euthamia leptocephala
- Euthamia occidentalis
- Euthamia tenuifolia